# Olżyne (obwód chersoński)
Olżyne (ukr. Ольжине) – wieś na Ukrainie, w obwodzie chersońskim, w rejonie berysławskim. W 2001 roku liczyła 419 mieszkańców, spośród których 355 posługiwało się językiem ukraińskim, 62 rosyjskim, a 2 mołdawskim.
W 2024 roku zmieniono nazwę miejscowości z Olhyne na Olżyne.